# フィデリティ証券
フィデリティ証券株式会社（フィデリティしょうけん、英語: FIL Securities  (Japan) K.K.）は、東京都港区六本木7-7-7に拠点を構える、フィデリティ・インターナショナル（Fidelity International）傘下の証券会社。
なお、日本国内における公募投資信託の純資産残高が外資系運用会社ではトップクラスであるフィデリティ投信はグループ会社である。

## 概要
一般的に言われる「ネット証券」ではあるが、オンライン（PC、スマホ）のほか、コールセンターにおけるサービスも提供。投資信託を中心に個人向けの資産運用をサポートしている。投信積立は20年以上も前からサービスを提供しているほか、投信残高による各種優遇プログラムや、投信購入時の手数料を無料とするなど様々なサービスを導入してきた。投資信託の取り扱いについては、グループ会社のフィデリティ投信以外にも合計約40社の運用会社から約700本の投資信託を厳選し導入している。外部機関が行うネット証券顧客満足度調査　投資信託部門　では4年連続No1に輝いているほか（2022年現在）、2021年7月からは、フィデリティのグローバルネットワークからの知見を活かしたロボとヒトによるおまかせ運用「ザ・ハイブリッド」のサービスも開始している。 2023年1月からは「投信健診」サービスがスタート。他社保有分も含め対象銘柄約5,000以上の投資信託についてポートフォリオを無料診断できる。

## 近年の外部評価
- 日経BP企画編集センター実施の 「投資信託購入に関するネット証券会社イメージ調査」において3項目で1位獲得。（2016年）
- 企業情報化協会 「カスタマーサポート表彰制度2017」において 特別賞（サポート環境賞）を受賞。（2017年）
- HDI-Japanが主催するHDI格付けベンチマーク「問合せ窓口格付け（電話）」で最高評価の「三つ星」を獲得。（2019年）
- (株)oricon ME実施の「2022年オリコン顧客満足度® ネット証券 投資信託部門」において第1位を獲得。（2019年、2020年、2021年、2022年の4年連続）[2]

## 沿革
1998年　フィデリティ証券会社東京支店が営業開始し、投資信託の販売をスタート。
2000年　投信積立「ステップ・BUY・ステップ」サービスの提供を開始。
2001年 　フィデリティ・グループ以外の運用会社のファンドを取り扱い開始。
2008年　 オンラインで自身のポートフォリオを確認できるポートフォリオ分析ツールの提供を開始。
2012年 　残高に応じて投資信託購入時手数料が割引となる「 手数料優遇プログラム」を導入。
2015年 　新規口座開設者を対象にした 「スタート0％プログラム」を開始。開設から最大3ヵ月間、投資信託購入時手数料が無料に。 取引に関する通知機能を拡充し「メール/LINEでの通知」サービスを開始。
2018年　分散投資をより簡単に効率的に行うためのサポートツール「 ポートフォリオナビツール」のサービスを開始。
2019年　(株)oricon ME実施の「2019年オリコン顧客満足度® ネット証券 投資信託部門」において第1位を獲得。残高1,000万円以上の特別なお客様専用のプログラム「フィデリティ・プレミアムクラブ」がスタート。さらに残高3,000万円以上のお客様には信託報酬現金還元サービスを提供。
2020年　(株)oricon ME実施の「2020年オリコン顧客満足度® ネット証券 投資信託部門」において第1位を獲得（2年連続第1位）。「投信自動定期売却」、「自動定期出金」サービスを導入。
2021年　(株)oricon ME実施の「2021年オリコン顧客満足度® ネット証券 投資信託部門」において第1位を獲得（3年連続第1位）。おまかせ資産運用「 ザ・ハイブリッド」のサービス開始。世界基準のロボアドに資産運用のエキスパート（ヒト）の視点が加わった「ロボ＋ヒト」の資産運用サービスをご提供開始。投資信託購入時の手数料を完全撤廃。オンライン、電話いずれも残高や取引状況に関わらず、全顧客の投資信託購入時手数料を無料化。
2022年　(株)oricon ME実施の「2022年 オリコン顧客満足度®調査 ネット証券 投資信託部門」において第1位を獲得（4年連続第1位）。
2023年　(株)oricon ME実施の「2023年 オリコン顧客満足度®調査 ネット証券 投資信託部門」において第1位を獲得（5年連続第1位）
「投信健診」サービスがスタート。分析対象は5,000銘柄以上。フィデリティ証券でも他社でも保有投信のポートフォリオを無料診断。